# Favonigobius gymnauchen
Favonigobius gymnauchen is een straalvinnige vissensoort uit de familie van grondels (Gobiidae). De wetenschappelijke naam van de soort is voor het eerst geldig gepubliceerd in 1860 door Bleeker.